# Гленс Фери
Гленс Фери (на английски: Glenns Ferry) е град в окръг Елмор, щата Айдахо, САЩ. Гленс Фери е с население от 1611 жители (2000) и обща площ от 4,5 km². Намира се на 783 m надморска височина. ЗИП кодът му е 83623, 83633, а телефонният му код е 208.